# Proturentomon condei
Proturentomon condei är en urinsektsart som beskrevs av Josef Nosek 1967. Proturentomon condei ingår i släktet Proturentomon och familjen Protentomidae. Inga underarter finns listade i Catalogue of Life.